# Ja’ir Szamir
Ja’ir Szamir (hebr.: יאיר שמיר, ang.: Yair Shamir, ur. 18 sierpnia 1945 w Ramat Ganie) – izraelski polityk, były wojskowy, członek Knesetu, minister rolnictwa.

## Życiorys
Syn byłego premiera Icchaka Szamira. Imię Ja’ir dostał po Awrahamie Sternie – założycielu organizacji Lechi, której kolejnym przywódcą był Icchak Szamir.

### Kariera wojskowa
Od 1963 do 1988 służył w siłach powietrznych Izraela, służbę ukończył w stopniu pułkownika.

### Kariera biznesowa
Po odejściu z wojska pracował w sektorze prywatnym, na kierowniczych stanowiskach w firmach z branży spożywczej, finansowej, militarnej czy telekomunikacyjnej.
W latach 2005–2011 pełnił funkcję prezesa Israel Aerospace Industries, za którą to funkcję nie pobierał wynagrodzenia.

### Kariera polityczna
W 2012 dołączył do ugrupowania Nasz Dom Izrael (Jisra’el Betenu). W wyborach w 2013 roku dostał się do Kneset. 18 marca 2013 został ministrem rolnictwa o rozwoju wsi w rządzie Binjamina Netanjahu. Wkrótce stał się „numerem dwa” w partii, po Awigdorze Liebermanie. Funkcję ministra sprawował do 14 maja 2015 kiedy zaprzysiężono kolejny rząd Netanjahu.
W styczniu 2015 odszedł z Jisra’el Betenu w proteście przeciwko polityce Liebermana i zapowiedział, że nie wystartuje w przedterminowych wyborach. Zgodnie z deklaracją w wyborach nie wystartował.

## Życie prywatne
Jest żonaty i ma trójkę dzieci.